# Gwen Teirbron
Gwen Teirbron, chiamata anche Wite (in inglese), Blanche (in francese), Blanca, Candida o Alba Trimammis (in latino) (inizio del VI secolo – metà del VI secolo), fu una principessa di Bretagna, venerata come santa dalla Chiesa cattolica.

## Biografia
Nata verso l'inizio del VI secolo, Gwen era una delle figlie di Budic II (anche detto Emyr Llydaw), re di Bretagna. Si sposò con san Fracan (o Fragan), un cugino di re Cador di Dumnonia, da cui ebbe i santi Wethnoc (o Guetnoco), Iacob o (Giacuto) e Winwaloe (o Vinvaleo). Da questo deriva inoltre anche la leggenda secondo cui avrebbe avuto tre seni, con cui appare nelle iconografie.
Per scampare a una pestilenza (o secondo altre fonti per fuggire ai romani), assieme al marito e ai figli attraversò la Manica e si stabilì a Ploufragan. Qui da Fracan ebbe una figlia, Chreirbia, ed evangelizzò la Bretagna.
Dopo la morte di Fracan, Gwen sposò il bretone Eneas Ledewig, da cui ebbe un quinto figlio, san Cadfan. Venne rapita due volte da pirati anglosassoni e portata in Inghilterra, ma fuggì entrambe le volte ritornando in Bretagna attraversando il Canale - si dice - a piedi. Negli ultimi anni di vita si ritirò a Whitchurch Canonicorum, nel Dorset, dove visse da eremita fino a che i sassoni non la scovarono e uccisero verso la metà del VI secolo. Un santuario a lei dedicato è situato in una chiesa costruita sopra la sua tomba, e fu uno dei due soli santuari a sopravvivere alla Riforma Protestante. Altre fonti, comunque, identificano la donna vissuta qui non con Gwen Teirbron, ma con un'eremita uccisa dai danesi nel IX secolo.

## Nome e culto
Il nome Gwen è la forma femminile di Gwyn, che significa "bianco" o "puro"; i nomi alternativi sono quindi traduzioni letterali del suo nome originale. Teir e bron derivano dalla radici proto-celtiche *tisres, "tre" e *brunda, "seno", in riferimento alla leggenda secondo cui la santa avrebbe avuto tre seni.
La santa è ricordata il 5 luglio, mentre altre fonti indicano al 3 ottobre la sua commemorazione per la Chiesa cattolica e al 18 luglio per la Chiesa ortodossa russa. Viene invocata dalle donne per avere figli.